# آسفي
آسَفِي (بالأمازيغية: ⴰⵙⴼⵉ)، وتلقب بحاضرة المحيط، هي مدينةٌ مغربيةٌ وجماعة ساحليةٌ ذات طابع حضري، وعاصمةُ إقليم آسفي، وثاني أكبرِ مركزٍ حضريٍّ في جهة مراكش آسفي بعد مدينة مراكش. تعتبر من المدن المغربية السياحية العريقة، تشتهر بالخزف وصيد أسماك السردين، وتصبير الأسماك والصناعات المرتبطة بالفسفاط وإنتاج الطاقة الكهربائية. وصل عدد سكان مدينة آسفي حسب الإحصاء العام للسكن والسكنى لسنة 2014 حوالي308.508 نسمة.

## أصل التسمية
بطليموس القلوذي: يعود أصل التسمية فيما يُرجح ٳلى اللغة الأمازيغية، فحسب العلامة والمؤرخ محمد بن أحمد العبدي الكانوني فإن أقدم إشارة لمدينة آسفي كان في كتاب الجغرافيا لبطليموس القلوذي في اللوح الأول من القسم الثاني من أقسام المعمورة وهو «تائسفه»، والظاهر لديه أن أصل الٳسم أمازيغي من كلمة «أسفو» وينطقها البعض «أسفي» ومعناه الضوء أو المضيئ، فيمكن أن تكون المدينة سميت بهذا الٳسم بسبب المنائر التي شيدت على الشواطئ لٳهتداء السفن عليها في سيرها.
أبو عبيد البكري: أول ذكر للمدينة في المصادر الٳسلامية جاء في كتاب المسالك والممالك للجغرافي أبو عبيد البكري، ويشير بصريح العبارة إلى أن إسم مدينة آسفي مشتق من الكلمة الأمازيغية «أسيف» التي تعني مجرى مائي مؤقت، وفعلا لا يزال يخترق المدينة وادي يعرف بوادي الشعبة ويصب فيها. ويذكر أحمد توفيق في نفس السياق أن معنى التسمية أمازيغي ويعني مصب النهر، وفي اللهجة المزابية يسمى حوض الماء المصبوب بواسطة ناعورة ب«أسفي».
الشريف الإدريسي: الشريف الإدريسي في كتابه نزهة المشتاق، فيربط أصل التسمية بقصة فتية خرجوا من لشبونة مغامرين وركبوا البحر المظلم ليقفوا على نهايته، فوصلوا إلى موضع مدينة آسفي، ولما رآهم جماعة من الأمازيغ، وعرفوا أمرهم، قال زعيمهم "وآسفي" تحسرا على ما قاسوه، فسمي المكان بتلك الكلمة.

## التاريخ

### التأسيس
لا توجد معلومات دقيقة حول تاريخ وظروف تأسيس مدينة آسفي في المصادر التاريخية، في حين تتعدد تأويلات المؤرخين حول تأسيس المدينة، حيث أرجع المؤرخ محمد بن عبد المنعم الحميري تأسيسها إلى الكنعانيين، في حين رجح حسن الوزان تأسيسها إلى القبائل الإفريقية القديمة، في حين اعتبرها ليون كودار من بين الموانئ الخمس التي أسسها حانون القرطاجي قبل الميلاد، اما أولى القبائل التي تم توثيق استقرارها في المنطقة، فهي قبائل مصمودة الأمازيغية.

### الإسلام
من أهم الأحداث في تاريخ المدينة هو وصول القائد الإسلامي عقبة بن نافع سنة 681 م، حيث ترك في المدينة صاحبه شاكر لتعليم الأمازيغ اللغة العربية والتعاليم الإسلامية. هذا التابعي له رباط مشهور يعرف إلى اليوم برباط سيدي شيكر، كان يحضره العلماء ويقام به موسم سنوي.

### البرغواطيون
قاد يوسف بن تاشفين حملة على البرغواطيين بعد أن حكموت مدينة آسفي حوالي 4 قرون، حيث لجأوا إلى معقلهم الأخير بمدينة آسفي، لينهي بها دولتهم، ويجبرهم على العيش متفرقين في أنحاء المغرب الأقصى.

### الاستعمار البرتغالي
جعل البرتغاليون ميناء آسفي مركزا لتصدير الحبوب والسكر والصوف. وقد قاوم أهالي آسَفي الغزاة البرتغاليين، وهو ما يفسر وجود أضرحة كثيرة على طول ساحل المدينة، تضم رفات العديد من المجاهدين، نذكر من بينهم المجاهد أبو محمد بن عبد الله بن ساسي، سيدي بوشتى الركراكي، الشيخ أبي عبد الله محمد بن سليمان الجزولي -الذي اختار الإقامة بآسَفي ليقود الجهاد ولا يزال رباطه موجودا بآسَفي قرب قصر البحر-، الفقيه عبد الكريم الرجراجي، ابن الحسن علي ابن أحمد بن حسن بنكرارة الرجراجي، المجاهد «مول البركي»، أخاه عزوز، سيدي الغازي وسيدي واصل.[بحاجة لمصدر]

### المرابطون والموحدون
وصف ذ.أحمد بنجلون مدينة آسفي بأنها مدينة دبلوماسية يقطنها السفراء والقناصل، مثل الفرنسي غيوم بيرار، ممثل الملك الفرنسي هنري الثالث لدى المولى عبد الملك، وأيضا قنصل الدانمارك جورج هورست، وجون موكي، وهو صيدلاني الملك هنري الرابع، كما كان المبعوثون البريطانيون يفدون بآسَفي قبل التوجه إلى مراكش، حيث نزل بالمدينة البحار الإنجليزي هاريسن لتسليم رسالة من ملك إنجلترا تشارلز الأول إلى مولاي عبد الله.وهكذا تحولت آسفي إلى ميناء دبلوماسي ترسو به السفن الأوربية التي ترغب في إبرام الاتفاقيات الدولية بالعاصمة مراكش. عبر التاريخ كانت آسَفي أهم الموانئ المغربية، مما جعلها تشهد رحلات علمية شهيرة. وقديما اتخذها المرابطون مركزا لتجميع قوافل الذهب الأفريقي الذي ينقل عبر السفن إلى الأندلس لسك النقود، وبالتالي أصبحت آسَفي مرسى الإمبراطورية المرابطية. اشتهرت آسفي بالولي الصالح أبي محمد صالح، مؤسس ركب الحاج المغربي، حيث أنشأ رباطه الشهير بآسَفي، وأسس 46 رباطا تربط المغرب بالمشرق عن طريق الحج، تزامنا مع الدعوة إلى الموقف الذي تبناه بعض فقهاء المغرب والأندلس في إسقاط شعيرة الحج، حماية للمسلمين من مخاطر الطريق. ولم يكن رباط الشيخ رباطا للمجاهدة فقط، بل كان ملتقى لأهل العلم وطلابه، حتى بلغت سمعة آسَفي مناطق عديدة، فقصدها العلماء من كل مكان، وعلى رأسهم لسان الدين ابن الخطيب وابن قنفد وغيرهم. [بحاجة لمصدر]

### الدولة العلوية
مع توافد جالية إنجليزية كبيرة على المدينة، أقام بها الإنجليز مركزا تجاريا ثم أنشؤوا في القرن 19 مخزنا لتجميع كل ما يصدر من آسَفي إلى إنجلترا، وذلك في المكان المسمى حاليا ساحة مولاي يوسف، وكان السكر القادم من شيشاوة في مقدمة المواد التي تسوقها المدينة لإنجلترا. كما كانت آسَفي منطلقا لملح البارود المغربي الذي كان الدفاع الحربي الإنجليزي يعتمده. فضلاً عن كون المدينة كانت تزود أوروبا بأجود الصقور المغربية التي ساهمت في تطوير هواية القنص بالصقر. كانت آسَفي تصدر الشمع. مع الدولة العلوية حظي بعض أبناء آسَفي بمكانة رفيعة، حيث ضم المخزن الإسماعيلي سنة 1721 هيئة من القواد، يرأسهم محمد بن حدو أعطار وهو من أكبر حجاب المولى إسماعيل، بعث به السلطان سفيرا إلى إنجلترا، كما منحته الحكومة الإنجليزية وساما بعد أن تكلف بعقد اتفاق للسلام والتجارة سنة 1682 مـ. وازداد اهتمام السلاطين بآسَفي فأقاموا بها دارا للسكة ما بين سنة 1716 و 1830م، كانت توجد بموقع ضريح «سيدي أبي الذهب» حسب ما أورده الكانوني الذي يقول:«دار السكة كانت تعالج الذهب والفضة فكانت تعرف بدار الذهب».

### الاستعمار الفرنسي
وفي فترة الاستعمار الفرنسي، قومت آسَفي المستعمر من خلال العديد من المنظمات المسلحة، منها منظمة الأحرار بمبادرة من عبد الله الناصري، منظمة أسود التحرير بزعامة الطيب التقراشي، منظمة المقاومة والتحرير برئاسة عبد الرحمان الكتاني، منظمة المقاومة السرية بقيادة محمد بن هدى الرضاوي ومنظمة اليد المباركة بقيادة فايضي الحبيب. ومن المسفيويين الموقعين على وثيقة الاستقلال الفقيه عبد السلام المستاري ومحمد البعمراني ومحمد بلخضير. [بحاجة لمصدر] مع الحماية الفرنسية ظهرت إلى الوجود دار فرنسية للنشر بمدينة البيضاء، أصدرت مجلة أطلق عليها اسم «مغربنا» يديرها بول بوري، خصصت أحد أعدادها لمدينة آسَفي سنة 1949، ثم عادت لإصدار عدد ثان عن آسفي سنة 1953. [بحاجة لمصدر]

## الجغرافيا

### الموقع
تقع مدينة آسفي بين مدينتي الجديدة شمالا والصويرة جنوبا، وهي مدينة ساحلية مطلة على المحيط الأطلسي، تحدها جماعة الحرارة شمالا، وجماعة اولاد سلمان جنوبا، وجماعتي السعادلة وخطا زكان شرقا، ضمن إقليم آسفي

### التضاريس
تقع مدينة آسفي في منطقة هضبية ساحلية في الجزء السفلي لهضبة عبدة، تتراوح الارتفاعات داخل المدينة بين متر و100 متر فوق سطح البحر

### المناخ
تتميز مدينة آسَفي بمناخ شبه جاف، مع صيف حار وجاف ما بين شهري ماي وأكتوبر، وشتاء رطب وممطر ما بين شهري نوفمبر وأبريل. تغلب على المنطقة رياح شمالية غربية وشمالية شرقية تكون قوية في فصل الشتاء.

## المآثر التاريخية[22]

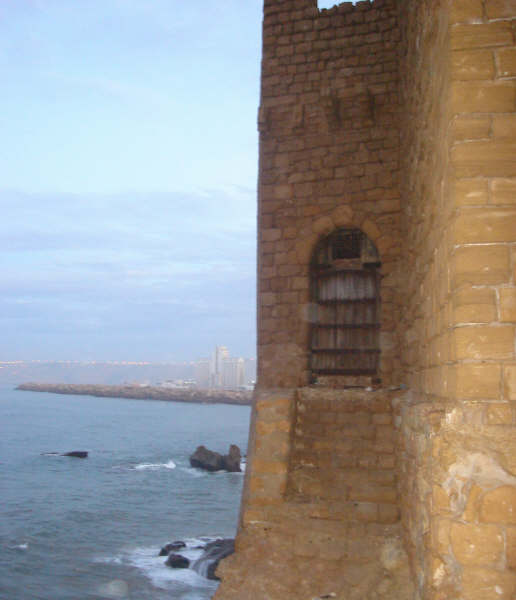
صورة لقصر البحر بمدينة آسَفي

تضم آسفي العديد من المواقع التاريخية التي توجد بالمدينة القديمة ومشارف البحر وبضواحي المدينة، والتي يعود أغلبها إلى الاستعمار البرتغالي:
قصر البحر: يطل على ساحل المحيط الأطلسي وعلى ميناء الصيد البحري، أسس من طرف البرتغال في القرن 16 من أجل حماية المدخل الشمالي للميناء ومقر إقامة حاكم المدينة، توجد العديد من المدافع الحربية على أبراجه.أعيد ترميم هذا القصر عام 1963.
قلعة القشلة: تطل على المدينة القديمة وقصر البحر، أسست من طرف البرتغال من أجل حماية المدينة.
المدينة القديمة: تتميز بأزقتها الضيقة وتتميز بالصناعات التقليدية، خاصة صناعة الخزف. اتخذها العديد من الفنانين والسياسيين والرسامين مستقرا لهم.
المتحف الوطني للخزف: أسس عام 1990، يضم مجموعة من القطع الخزفية المهمة التقليدية والحديثة، مختلفة الأشكال الهندسية والألوان.
صومعة الجامع الكبير: تعود إلى العهد الموحدي.

## الاقتصاد

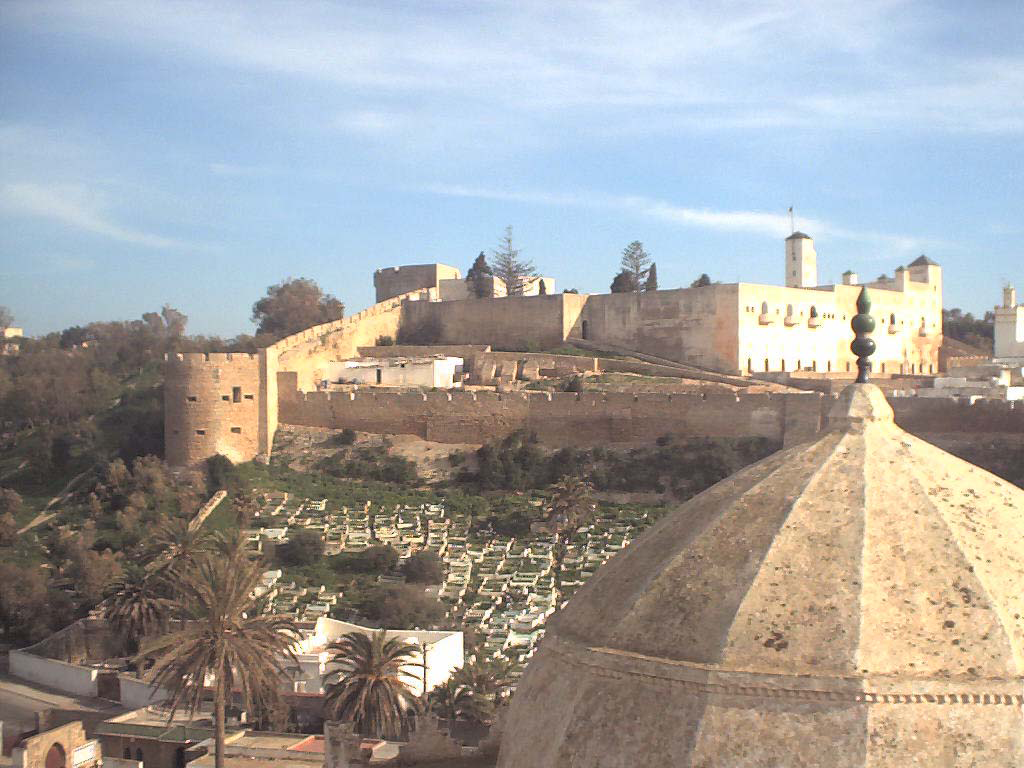
دار السلطان والمقابر القديمة

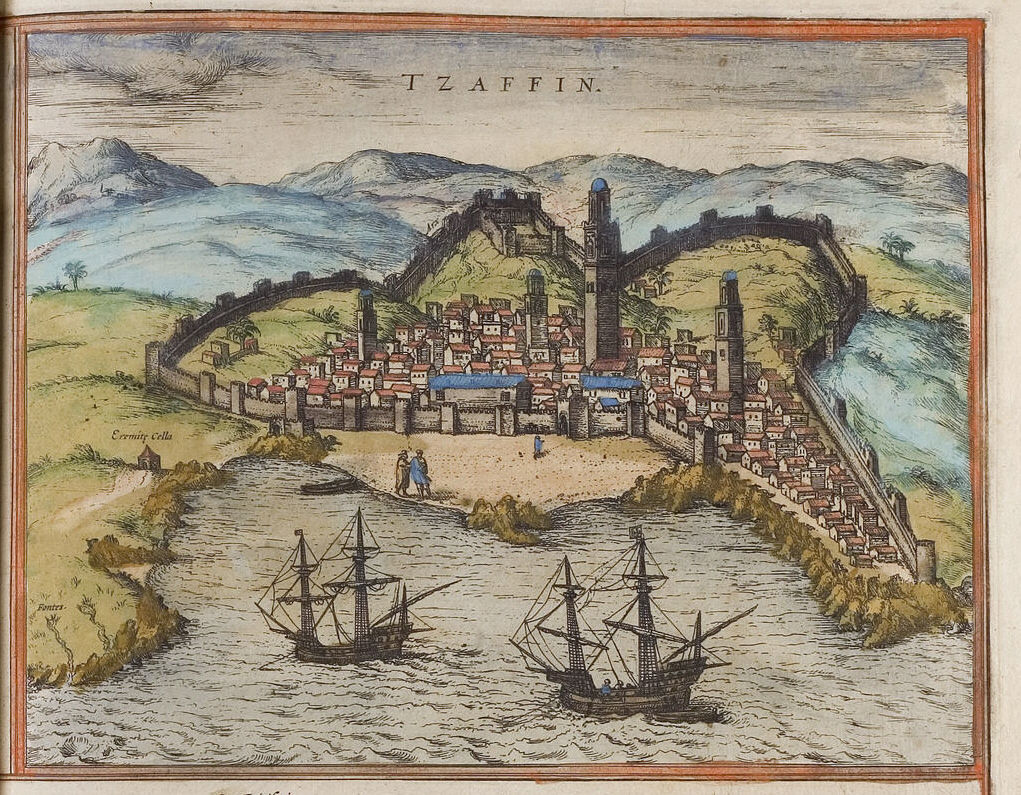
لوحة فنية لآسَفي سنة 1572م

### الصيد البحري

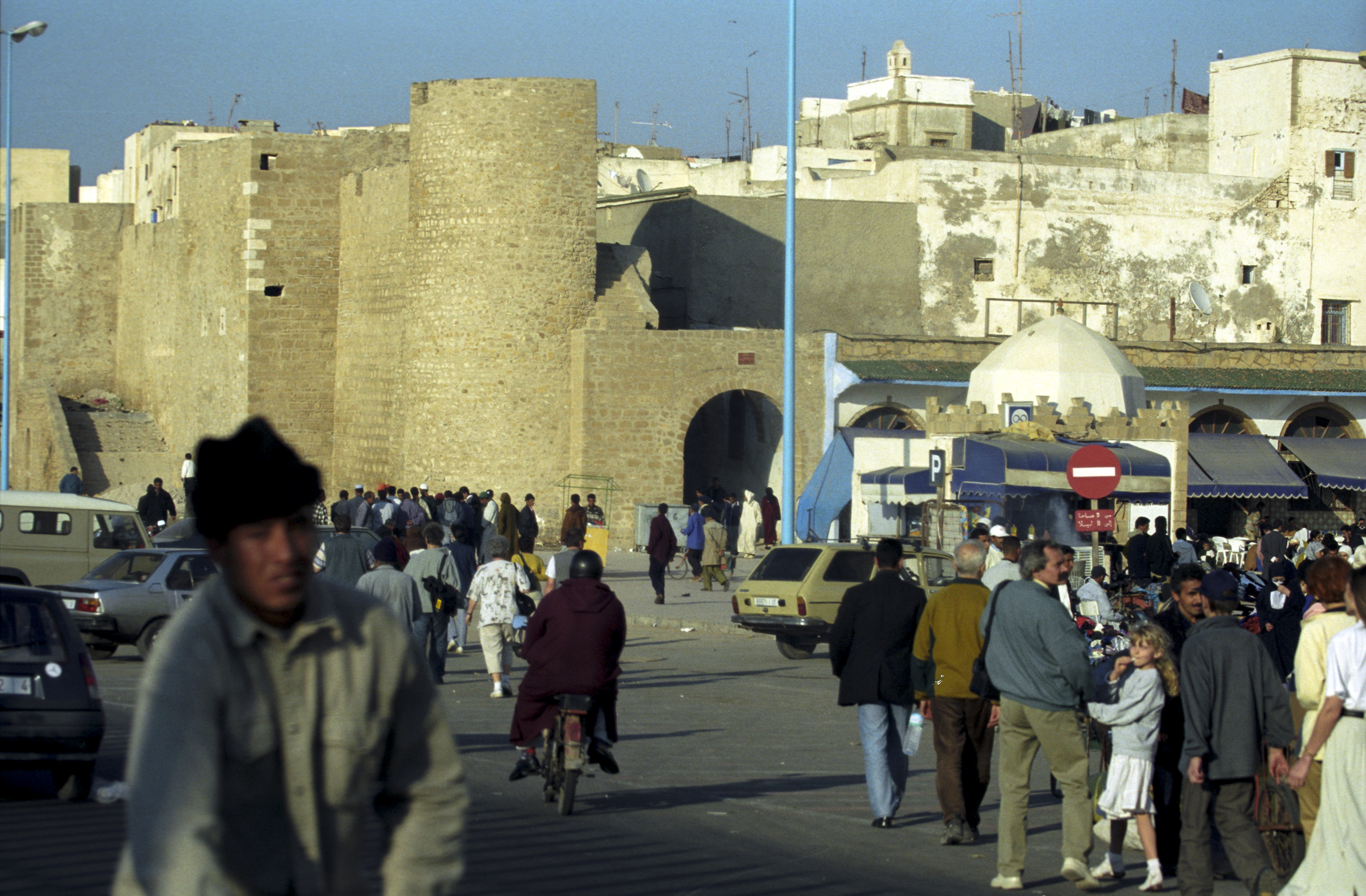
جدران القصبة

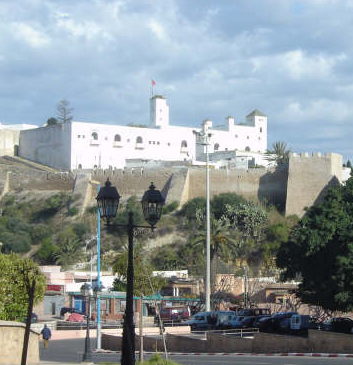
متحف الخزف (مكتب العرب)

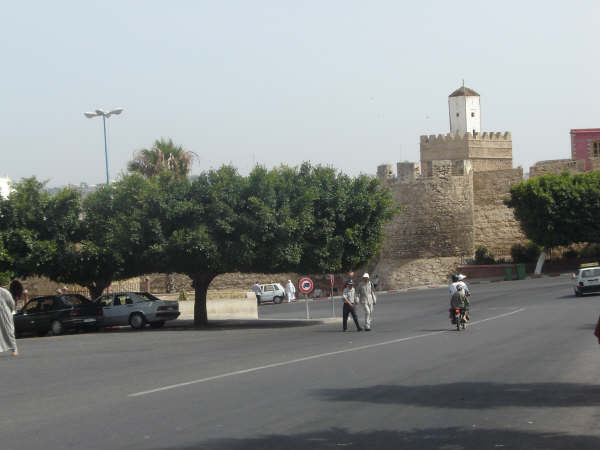
"الجامع الكبير"

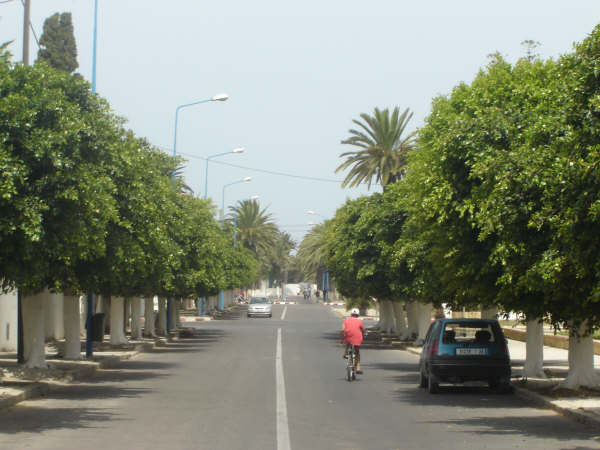
منظر من أحد الشوارع

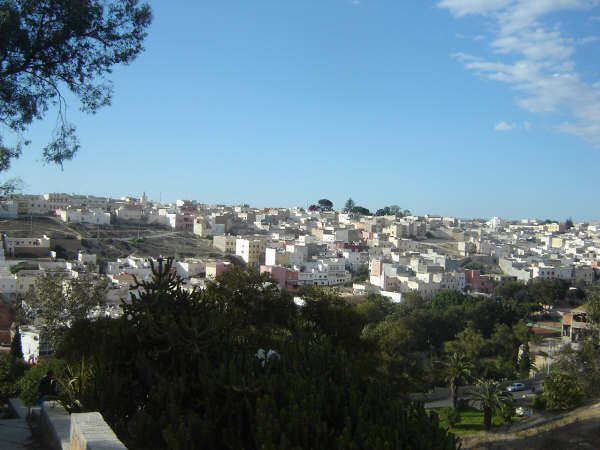
حي "بياضة"

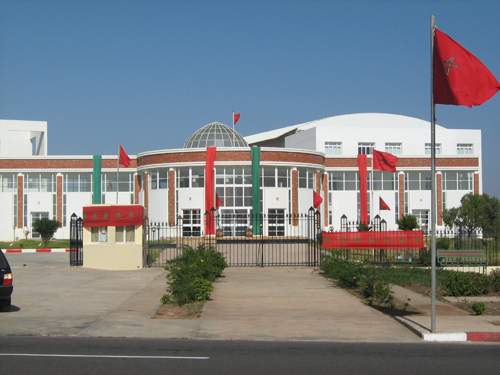
إحدى مدارس مدينة آسَفي

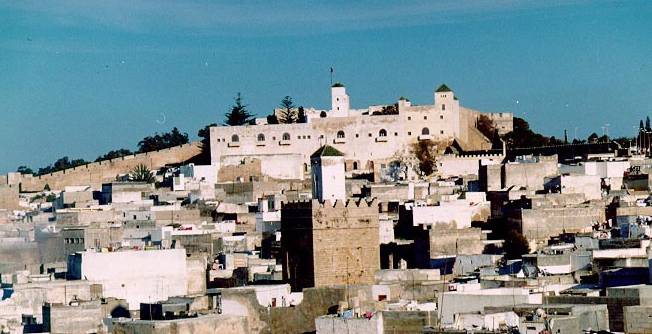
القصبة

قطاع الصيد البحري من أهم القطاعات بآسَفي، هو قطاع حيوي بالنسبة لسكان آسَفي يوفر ما يناهز 21 ألف بحار. يرجع الفضل في تطوير هذا القطاع وبالخصوص صيد السردين للرايس الحاج محمد عابد، الذي عمل على استقدام أحدث التقنيات في صيده. وعلى الرغم من أن صناعة تصبير السمك قديمة جدا في المنطقة وتعود إلى عام 1930، فإنها لم تعرف تطورا مهما إلا في عام 1990، حيث أنشئت العديد من شركات تصبير السمك التي وصل عددها الآن إلى 28 شركة. وهي تقوم بتصدير السمك المغربي المصبر إلى أوروبا وإلى آسيا والدول العربية وغيرها.

### الصناعة
أصبحت آسَفي قطبا صناعيا مهما بالمغرب. ومن أهم الصناعات ما يتعلق بالفوسفاط، حيث يوجد بها مصانع للمكتب الشريف للفوسفاط الذي يعالج الفسفاط ويصدره للخارج. مصنع إنتاج إسمنت المغرب، مصنع إنتاج الجبس. بالإضافة إلى المقالع الرملية والصخرية. كما أن آسفي مشهورة بصناعات السفن البحرية وتصبير الأسماك والنسيج. يوجد في مدينة أسفي ميناء صناعي من أجل استيراد الفحم الخاص بإنتاج الطاقة الكهربائية من أجل المحطة الحرارية لآسفي.

### الطاقة والمعادن
أصبحت آسَفي تتوفر على محطة حرارية لإنتاج الطاقة الكهربائية تشتغل بالفحم الحجري.

### الفلاحة
تعتبر الفلاحة قطاعا مهما بإقليم آسَفي، ومن ذلك زراعة الشمندر، أشجار الزيتون، الكُبار، جل أنواع الخضر، العنب، الرمان، التين، الحبوب (القمح والذرة) والقطاني. كما تعتبر تربية المواشي، خاصة الغنم والبقر، كذلك الدواجن نشاطا مهما لسكان البوادي.

### صناعة الخزف

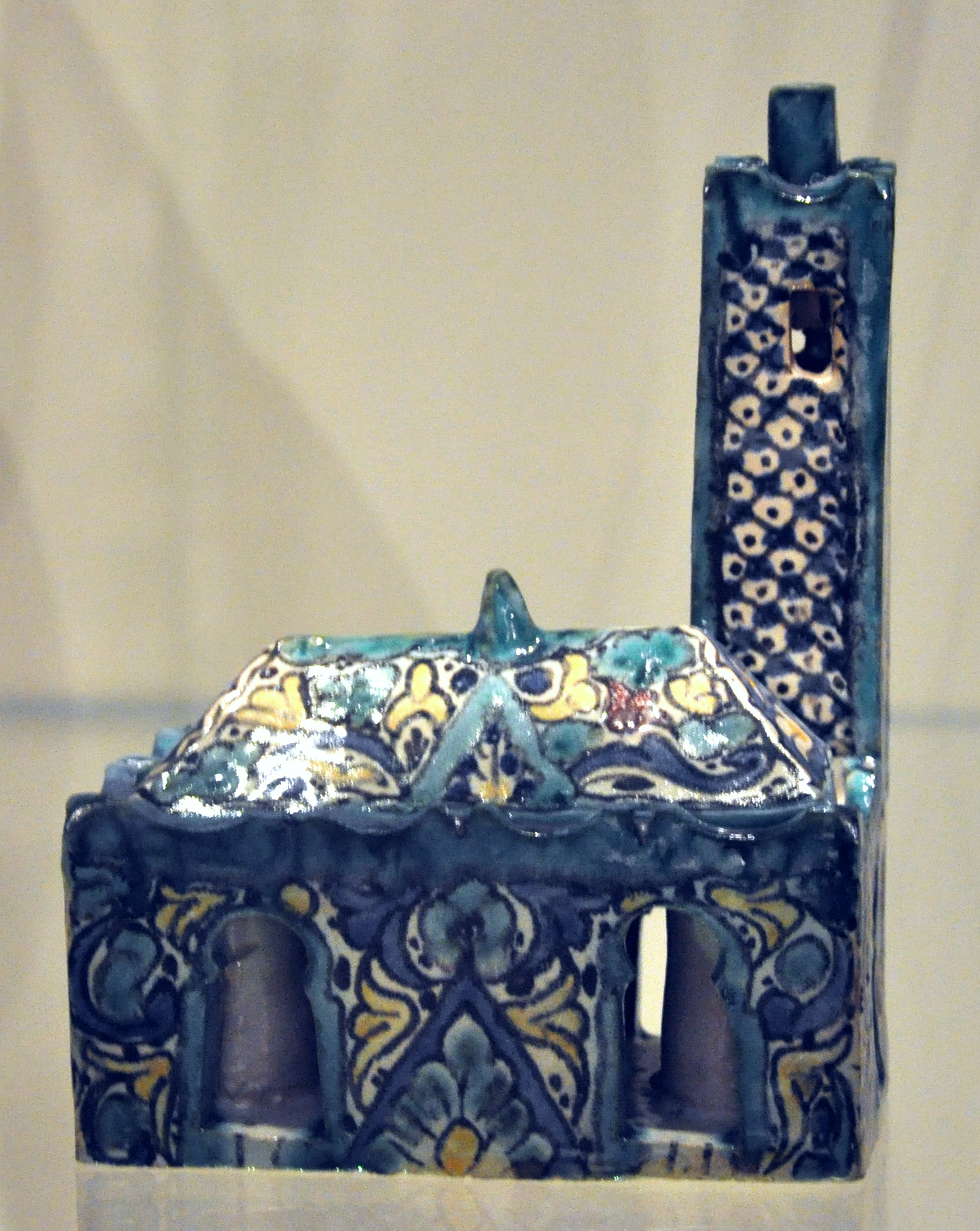
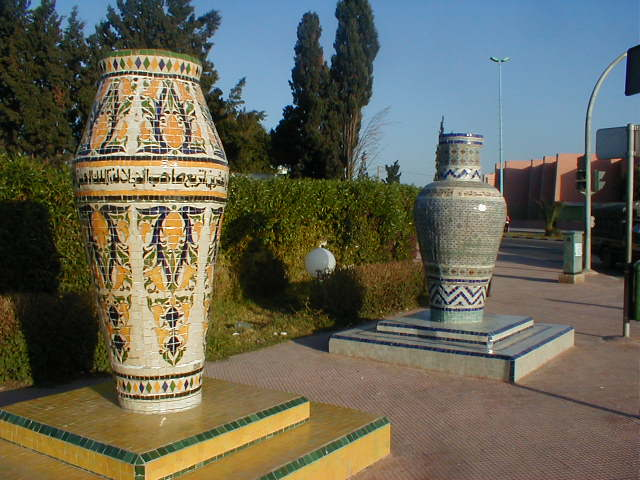
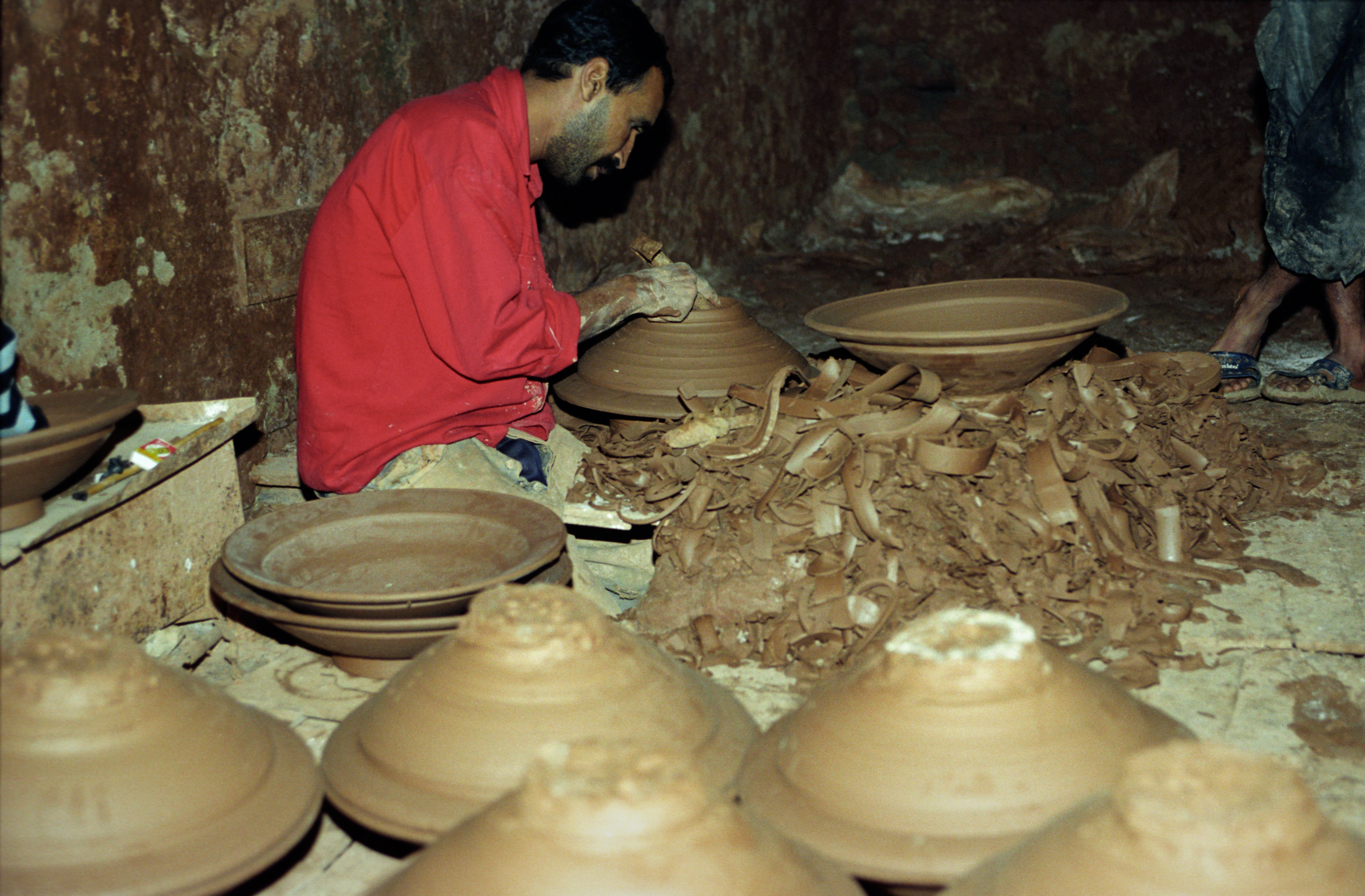
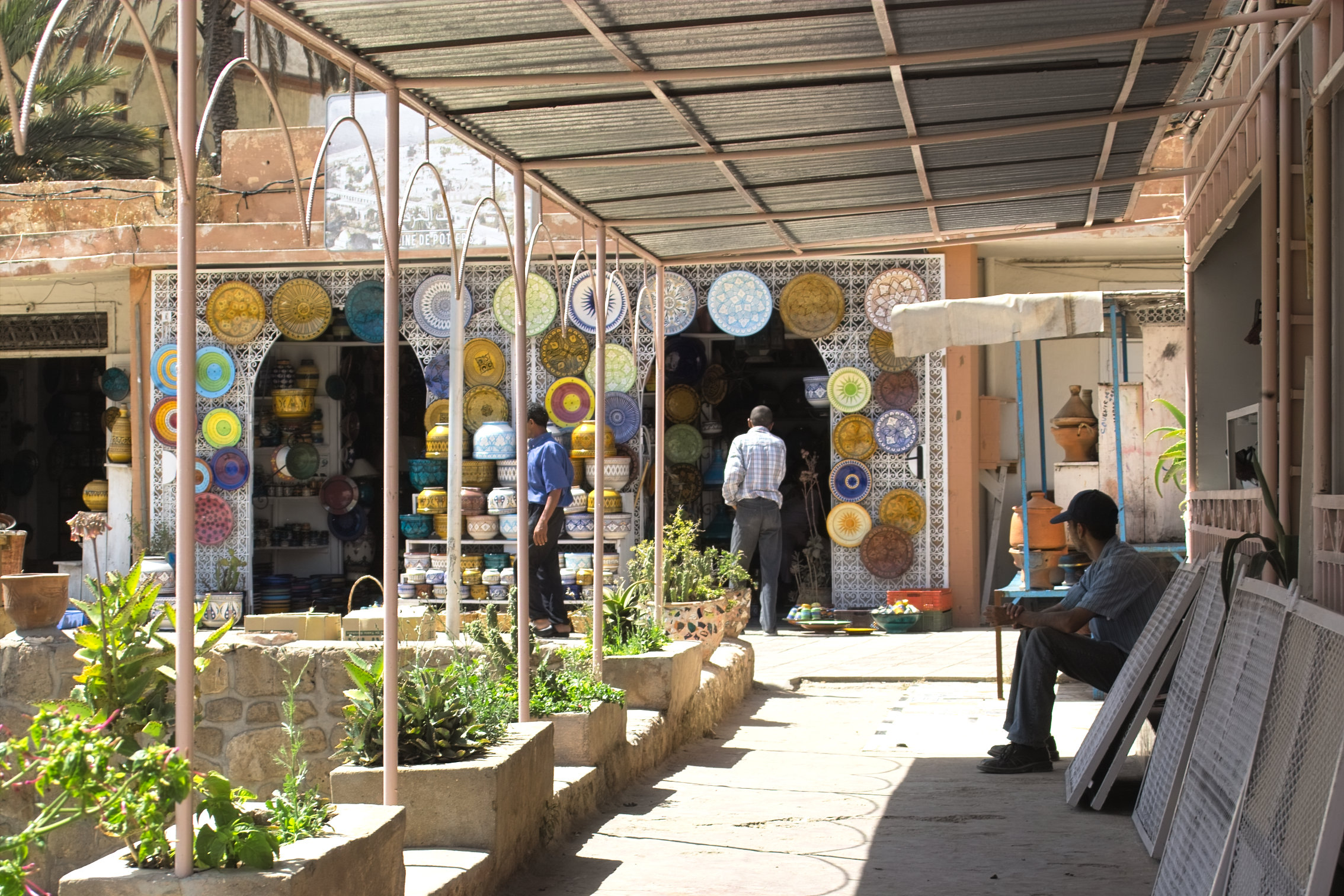

تعد مدينة آسفي من المدن المغربية الأولى في صناعة الخزف، تتميز بأنواع متعددة من المنتوجات الخزفية مثل الطاجين الذي يعتبر معلمة لدى ساكنة آسفي، حيث تم تشييد طاجين من الحجم الكبير كمعلمة للمدينة. كما تعتبر الصناعة التقليدية أحد القطاعات الحيوية التي تساهم في التنمية الاقتصادية والاجتماعية للمدينة، باعتبار الخزف أهم الحرف التقليدية بالمدينة وتراثا ثقافيا يشغل حوالي 2000 شخص بشكل مستمر وعددا كبيرا من العمال الموسميين، وتتكون المواد الأولية للخزف من الطين والماء وبعض المواد الكيميائية والخشب. وتتمركز صناعة الخزف في:
حي الشعبة: أسس من أجل احتضان العدد المتزايد من حرفيي الخزف، حيث يوجد به حوالي 100 خزفي يمارسون عملهم في 74 ورشة مجهزة بـ130 فرنا تقليديا.
هضبة الخزف: هي أقدم حي في المدينة ويعمل فيها أكثر من 800 حرفي في 37 ورشة مجهزة بـ70 فرنا تقليدياً.
القرية النموذجية لصناعة الخزف: قرية سيدي عبد الرحمان التي تتوفر على 30 ورشة موزعة على القرية.

## الثقافة[23]
تتميز آسَفي بثقافة غنية، نظرا لروافدها المتنوعة:
العنصر الأوربي: يمكن ملاحظة ذلك من خلال المصطلحات المتداولة من طرف الصيادين، مثل الكلمات الإسبانية المستوحاة من أسماء أشخاص استوطنوا المدينة سابقا مثل "سافيوط" الإسباني الأصل، بالإضافة إلى المآثر التاريخية البرتغالية التي شيدت خلال القرن 16.
العنصر اليهودي: تعتبر الجالية اليهودية في آسَفي حاليا صغيرة مقارنة بالفترة القديمة، تكمن أهمية تواجد الجالية اليهودية قبل ظهور الإسلام وفقا لبعض المؤرخين. تتجلى الثقافة اليهودية بمدينة آسفي في ضريح أولاد ابن زائرو والموسم السنوي والأطباق اليهودية. أشار إلى موضوع يهود آسفي الكاتب إبراهيم كريدية والروائي صافيوط حسن في روايته «مخططات العبرية».
العنصر الصحراوي: للمدينة ارتباط بمنطقة السودان، ويبرز ذلك في الحضور الثقافي لفن گناوة، التي هي جزء من الثقافة التي ضمتها سافيوط.
العنصر الأندلسي: العديد من العائلات ذات الأصل الأندلسي التي استقرت بالمنطقة أتت عبر طريق فاس - آسَفي. يظهر ذلك في الأطباق والأكلات والموسيقى الأندلسية، وقد ساهمت الأسر الأندلسية إسهاما مهما في تطوير صناعة الفخار والخزف بآسَفي.
العنصر العربي الإسلامي: يعتبر من العناصر الثقافثة المهمة في المدينة، حيث قام الموحدين والسعدين بتعمير القبائل العربية بالمنطقة، وهي ما أصبح يسمى اليوم بقبائل عبدة.، تتمثل الثقافة العربية في المدنية من خلال فن العيطة العبدية، والوترة العبدية.

## السكان
وصل عدد سكان مدينة آسفي حسب الإحصاء العام للسكن والسكنى لسنة 2014 حوالي308.508 نسمة.
| تطور النمو الديموغرافي آسفي بين 1960 و 2014 |         |         |         |         |         |
| 1960                                        | 1971    | 1982    | 1994    | 2004    | 2014    |
| 81.072                                      | 129.113 | 200.689 | 262.276 | 284.750 | 308.508 |

## السياحة

### منتزه رأس الأفعى
هو منتزه ساحلي مطل على المحيط الأطلسي بمدينة آسفي، سمي على اسم الجرف البحري الذي شيد عليه بها والذي تشبه الأفعى. يستقبل هذا المنتزه الزوار من مدينة أسفي ومن خارجها، خاصة خلال فصل الصيف، ويقدم عدة خدمات مثل ألعاب الاطفال والملاعب والإطلالات البانورامية ومواقف للسيارات. تم تشييد هذا المنتزه على مسافة 2 كيلو متر، وتطلب استثمارا قدره 28 مليون درهم.

## قيل عن المدينة
«حاضرة البحر المحيط» - ابنُ خلدونَ
«آسَفي مدينة عريقة في القدم، وهي عاصمة عبدة.. ولا تزال بها آثار قصور ومعاقل البرتغال..» الطبيب الإنجليزي ارثر ليرد
«كانت آسَفي في القرن ما قبل الماضي 19 مركزا تجاريا مهما تشرف عليه شركة دنمركية، وكان البرتغاليون من قبل يشجعون التجارة فيها وبلغت شهرتها في القرن 17 درجة عظيمة صدر معها الأمر إلى كل سفينة بريطانية تزور المغرب أن تبدأ بزيارة آسَفي» الكاتبة فرنسيس مكنب

## معرض الصور

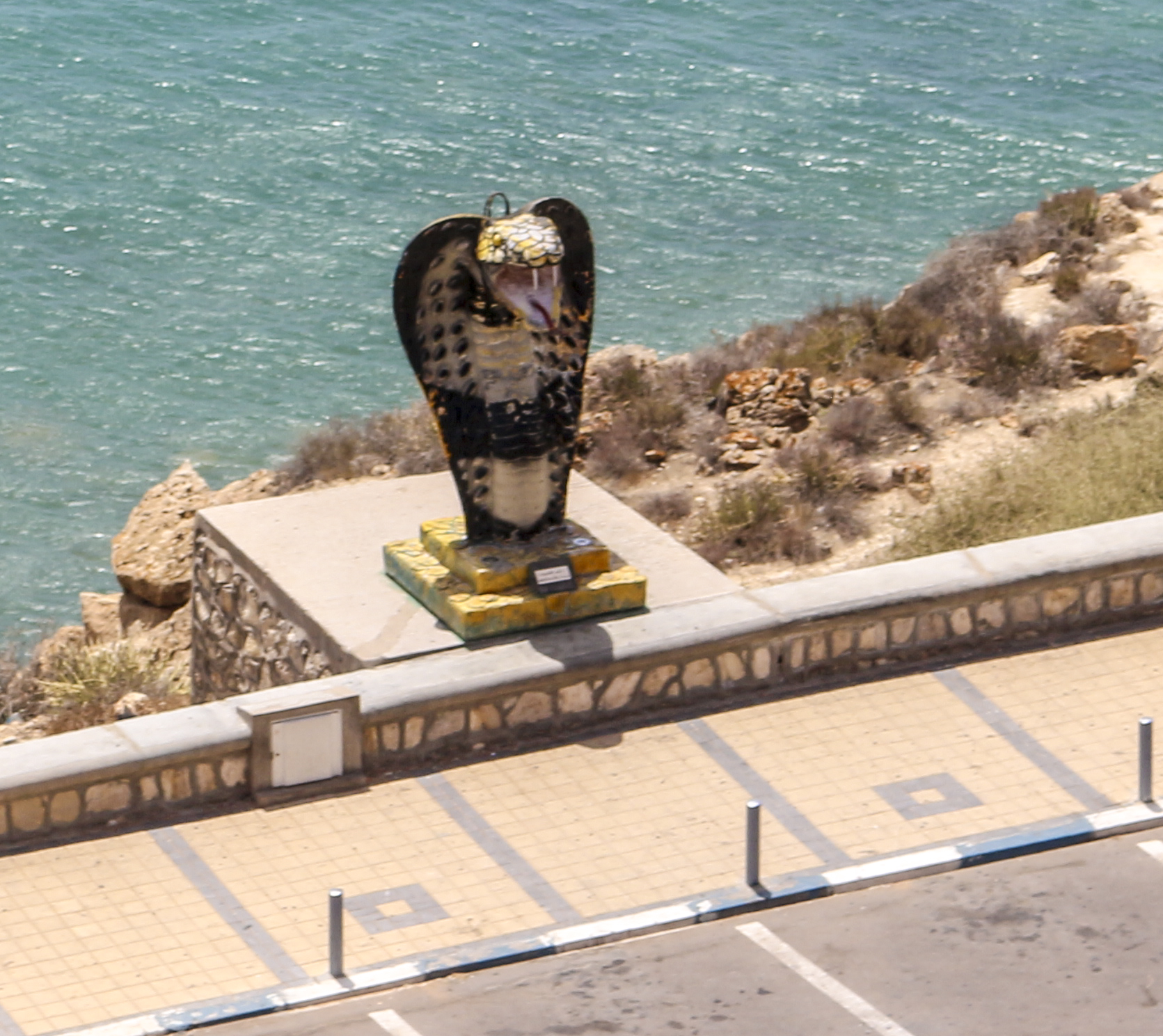
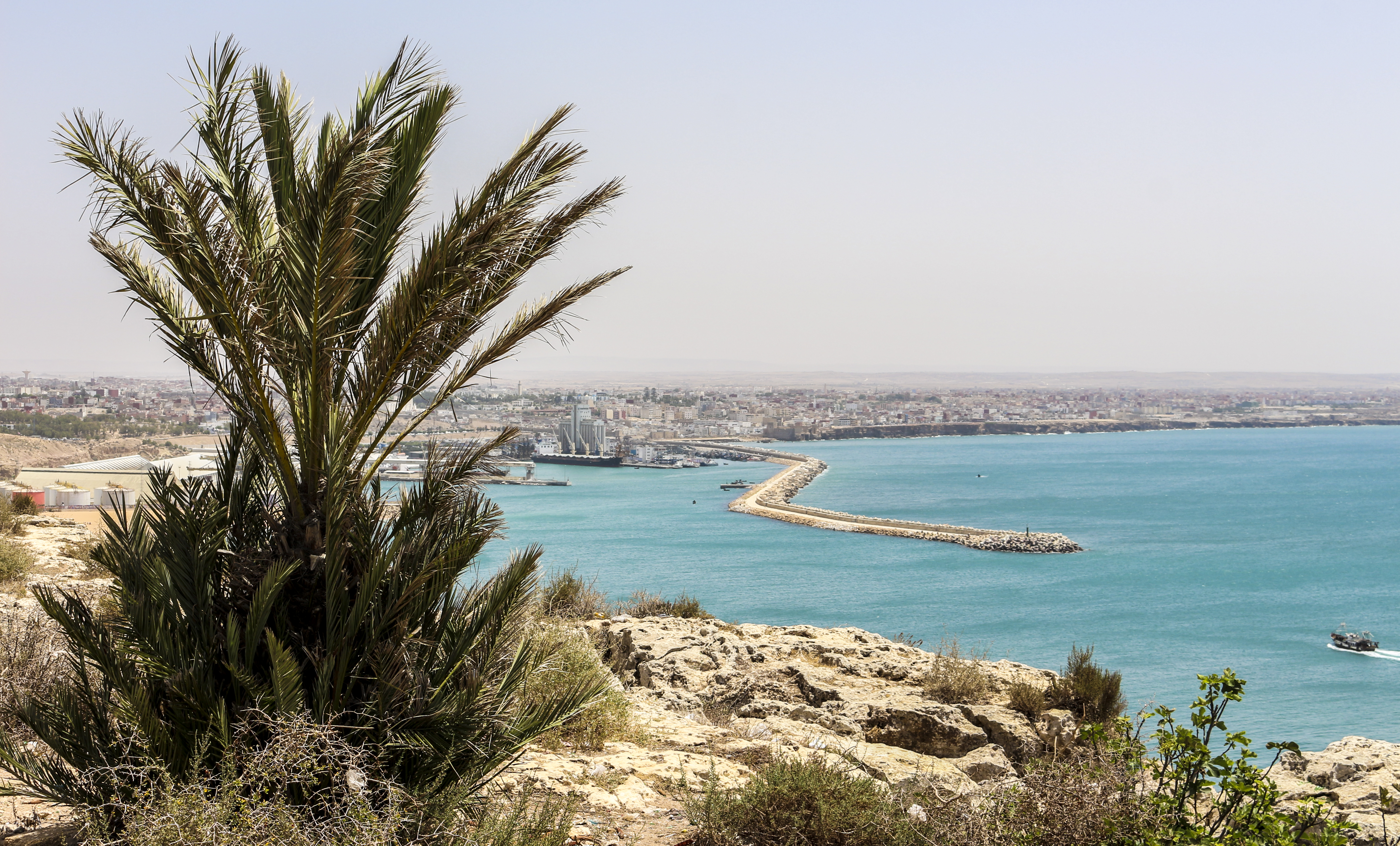
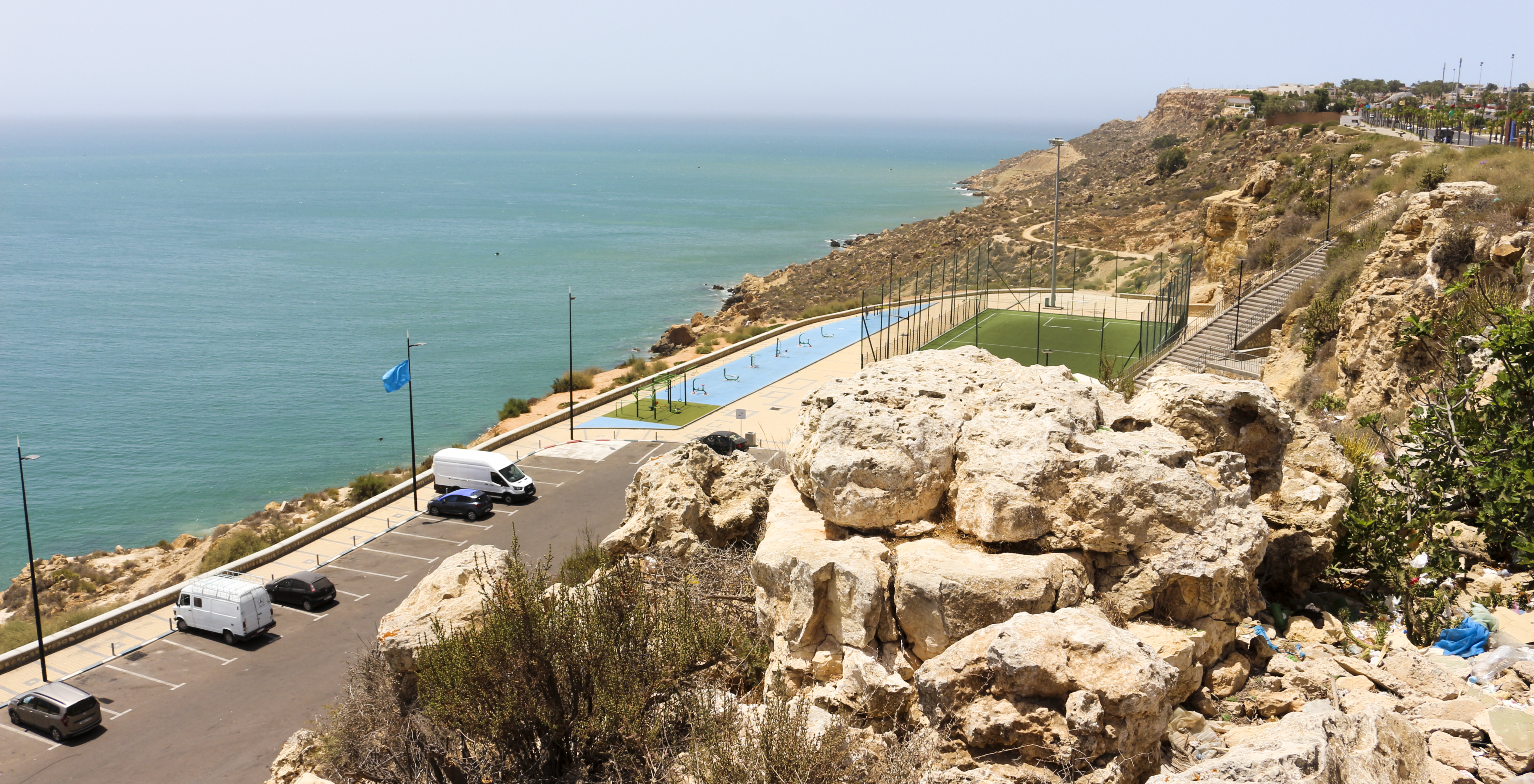
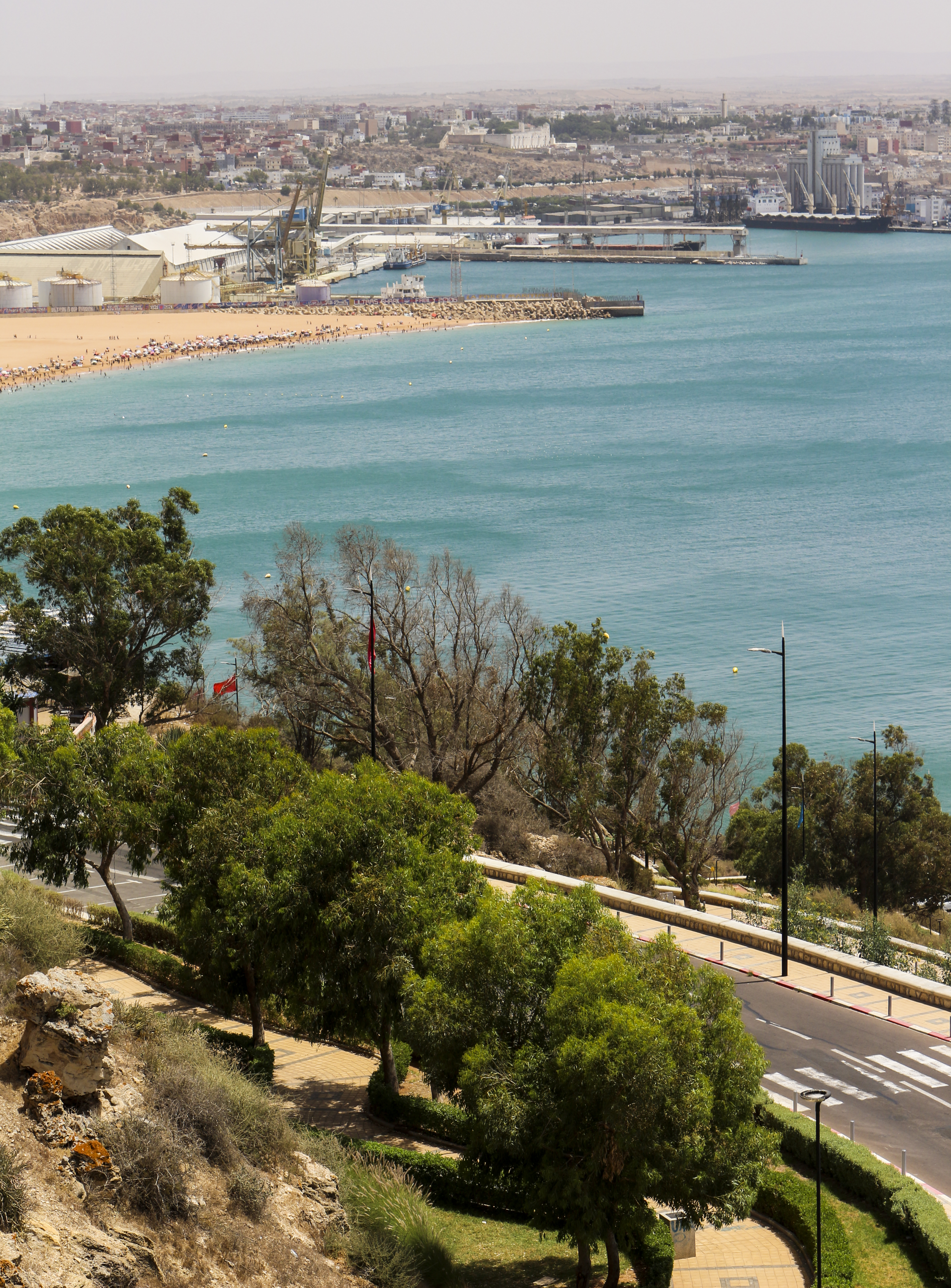

## وصلات خارجية
- الموقع الرسمي لجماعة آسفي